# Adolphe Samuel
Adolphe Abraham Samuel (ur. 11 lipca 1824 w Liège, zm. 11 września 1898 w Gandawie) – belgijski kompozytor i krytyk muzyczny.

## Życiorys
Ukończył konserwatoria w Liège i Brukseli. W 1845 roku zdobył belgijską Prix de Rome za kantatę Vendetta. Podróżował do Pragi i Wiednia, kształcił się u Felixa Mendelssohna w Lipsku oraz Giacomo Meyerbeera w Dreźnie i Berlinie. Od 1850 do 1870 roku wykładał harmonię w konserwatorium w Brukseli. W 1865 roku zorganizował cykl koncertów Concerts Populaires de Musique Classique. W 1871 roku został dyrektorem konserwatorium w Gandawie.
Jego twórczość reprezentuje romantyzm w muzyce. Skomponował m.in. 6 symfonii, Koncert na klarnet i orkiestrę (1841), poemat symfoniczny Roland à Roncevaux (1850), oratorium Amor lex aeterna (1852), symfonię Christus na chór, orkiestrę i organy (1894), Mszę d-moll na głosy i orkiestrę (1897), opery Giovanni da Procida (1848), Madeleine (1849) i L’heure de la retraite (1854). Opublikował prace Cours d’accompagnament de la basse chifrée (Bruksela 1849), Cours d’harmonie pratique (Bruksela 1861) i Livre de lecture musicale (Paryż 1886).
Jego synem był Eugène Samuel-Holeman.